# Falkenbach (Freyung)
Falkenbach ist ein Ortsteil der Stadt Freyung im Landkreis Freyung-Grafenau in Bayern.

## Geographie und Verkehrsanbindung

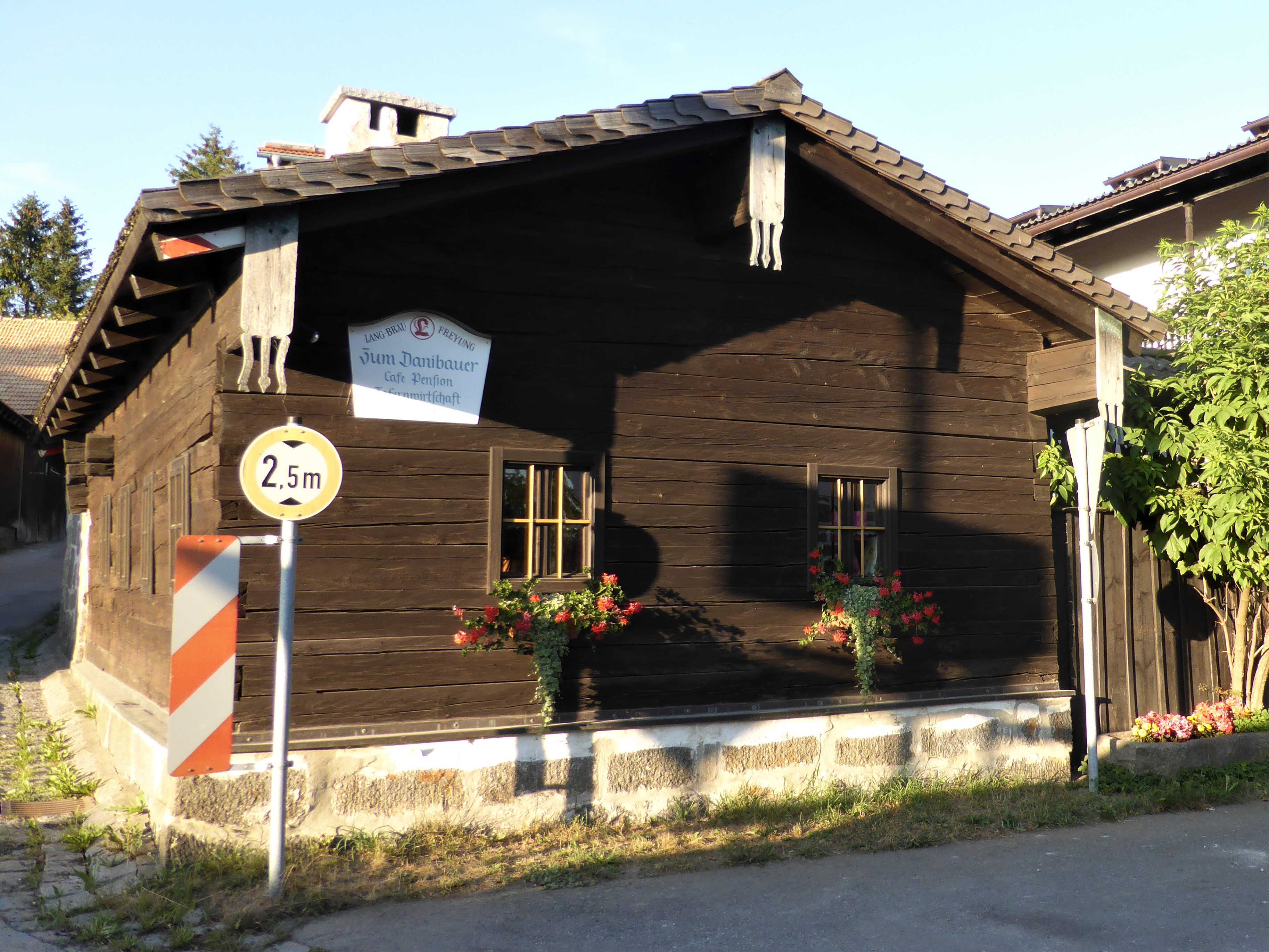
Kleines Anwesen in Falkenbach

Falkenbach liegt westlich des Kernortes Freyung. Unweit nordöstlich verläuft die B 12 und fließt der Saußbach.

## Sehenswürdigkeiten
In der Liste der Baudenkmäler in Freyung sind für Falkenbach drei Baudenkmäler aufgeführt: 
- Falkenbach 1: Backhaus aus Bruchsteinmauerwerk
- Falkenbach 2: Das Kleinhaus ist ein eingeschossiger Blockbau vom Anfang des 19. Jahrhunderts, der zum Teil verschindelt ist.
- Falkenbach 19: die Ausstattung der Ortskapelle